# La testimone - Shahed
La testimone - Shahed (in persiano شاهد‎, Šāhed) è un film del 2024 diretto da Nader Sayevar e co-sceneggiato dal regista assieme a Jafar Panahi, che ne è stato anche montatore.

## Trama
Tarlan, un'insegnante in pensione con un passato da attivista, sostiene la figlia adottiva Zara, che gestisce una scuola di danza, nella scelta di non indossare più il velo in pubblico, osteggiata invece dal marito Solat, uomo d'affari i cui legami col governo hanno innalzato lo status della famiglia, mettendo però la sua vita privata al centro di attenzioni indesiderate. Quando Zara scompare, Tarlan ha motivi per sospettare che ad ucciderla sia stato proprio Solat, ma la polizia si rifiuta di indagare seriamente. Tarlan decide di cercare giustizia da sola. 

## Produzione
È stato il primo film di Jafar Panahi, di cui Sayevar era stato assistente e co-sceneggiatore di Tre volti (2018), in seguito alla sua detenzione durata dal 2022 al 2023.

## Distribuzione
L'anteprima del film si è tenuta il 5 settembre 2024 nella sezione Orizzonti Extra dell'81ª Mostra internazionale d'arte cinematografica di Venezia. È stato distribuito nelle sale cinematografiche italiane da No.Mad Entertainment a partire dal 31 ottobre 2024, in seguito ad un'anteprima romana il 30 ottobre.

## Riconoscimenti
- 2024 - Mostra internazionale d'arte cinematografica[5]
  - Premio degli spettatori - Armani Beauty